# Manfred Brunner (Politiker)

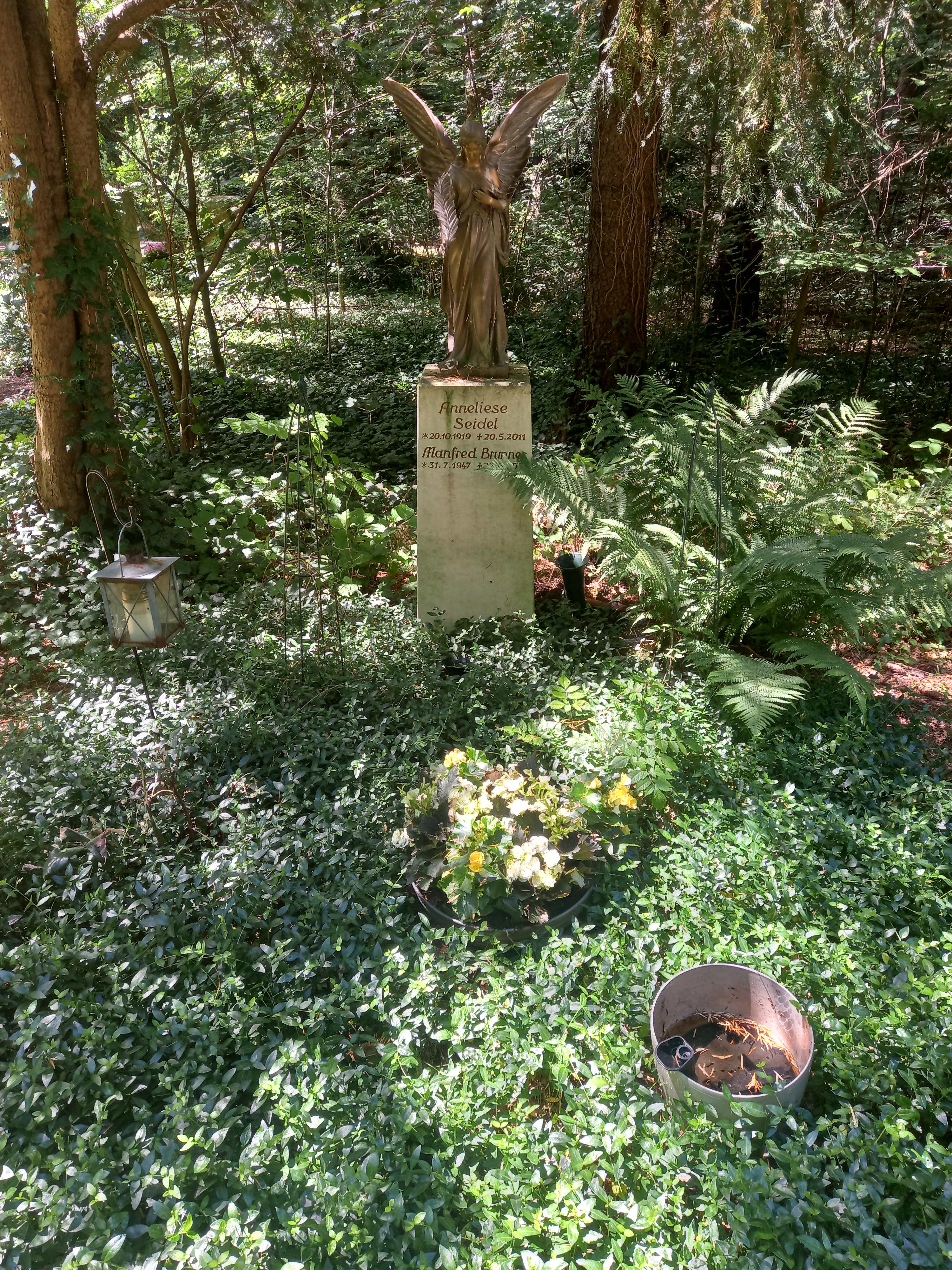
Das Grab von Manfred Brunner auf dem Waldfriedhof München

Manfred Brunner (* 31. Juli 1947 in München; † 22. Juni 2018) war ein deutscher Politiker (FDP, BFB). Er war Kabinettschef bei der EG-Kommission in Brüssel.

## Leben
Brunner war nach dem Abitur Zeitsoldat bei der Gebirgsjägertruppe der Bundeswehr. Später wurde er nach Reserveübungen zum Major der Reserve befördert. Sein Studium der Rechtswissenschaften in München schloss er 1982 mit dem Zweiten Staatsexamen ab. Nach einer Tätigkeit als Sozius einer Anwaltskanzlei arbeitete er seit 1987 als selbständiger Rechtsanwalt.
1965 trat Brunner der FDP bei, 1969 wurde er Vorsitzender der Deutschen Jungdemokraten. Von 1973 bis 1987 war er für die FDP im Stadtrat von München. 1983 wurde er als Nachfolger von Josef Ertl Vorsitzender der FDP in Bayern. Dieses Amt hatte er bis 1989 inne, als er von Josef Grünbeck abgelöst wurde. 1984 kandidierte Brunner als Fraktionschef der FDP im Münchener Stadtrat für die Wahl zum Oberbürgermeister, erhielt jedoch nur 3,6 % der Stimmen und damit weniger als seine Partei. Er war von 1989 bis 1992 Kabinettschef des Europäischen Kommissars für den Binnenmarkt Martin Bangemann in Brüssel. Er galt als prominenter Gegner des Maastricht-Vertrags und der Euro-Einführung, weshalb er freiwillig im September 1992 aus der EG-Kommission ausschied. Im Januar 1992 gründete er die Stiftung „Demokratie und Marktwirtschaft“ mit Sitz in München.
Nach der Ratifikation des Maastricht-Vertrags im Dezember 1992 erhob Brunner Verfassungsbeschwerde beim Bundesverfassungsgericht in Karlsruhe mit dem Argument, die Übertragung von Hoheitsrechten auf die Europäische Union sei mit dem Demokratieprinzip unvereinbar. Das Verfassungsgericht wies die Klage 1993 im sogenannten Maastricht-Urteil zurück.
1994 war er einer der Autoren des neurechten Sammelbands „Die selbstbewusste Nation“.
Im Januar 1994 initiierte er die Gründung der nach seiner Aussage nationalliberalen Partei Bund Freier Bürger (BFB), zu deren Vorsitzendem er gewählt wurde. Bei der Europawahl im Juni des gleichen Jahres erzielte die Partei bundesweit 1,1 %. Im Februar 1996 erhielt der BFB bei den Stadtratswahlen in München 3,2 %. Neben Manfred Brunner zog Evelyne Menges in den Rat ein. Im Januar 1998 fusionierte der BFB mit Heiner Kappels Offensive für Deutschland zum BFB-Die Offensive. Bei den Bundestagswahlen im Herbst des gleichen Jahres kam die Partei nur auf 0,2 %. Anfang 1999 erklärte Brunner wegen zunehmend rechtslastiger Tendenzen im BFB seinen Rücktritt und Austritt aus der Partei, deren Führung anschließend sein innerparteilicher Konkurrent Heiner Kappel übernahm. Der BFB löste sich Ende 2000 auf.
Brunner wurde 1999 wieder Mitglied der FDP und gehörte dem Landesverband Sachsen an, trat aber nach etwa zwei Jahren wieder aus der Partei aus.
Brunner war verheiratet und hat drei Kinder. Er war bis zu seinem Tod in München als Rechtsanwalt tätig.

## Auszeichnungen
- 1991: Bayerischer Verdienstorden
- 1986: Bundesverdienstkreuz am Bande
- 1984: „München leuchtet – Den Freundinnen und Freunden Münchens“ in Gold